# Seventh avenue
Seventh avenue（日语：セブンス・アヴェニュー），日本藝能經紀公司，旗下藝人包括松嶋菜菜子等人，為松嶋菜菜子的女經紀人在1997年獨自成立的經紀公司，總部位於東京都澀谷區，公司業務以規劃女演員職業生涯為主。2018年，開始簽進男藝人。

## 旗下藝人
- 松嶋菜菜子
- 藤澤惠麻（日语：藤澤恵麻）
- 嘉島陸（日语：嘉島陸）
- 翔（日语：翔 (キッズモデル・子役)）
- 丸山真亜弥

## 過去所屬藝人
- 西野妙子（日语：西野妙子）
- 白川由美（已歿）
- 井上真央（2016年8月31移籍）[1]
- 伊藤步（2024年1月31日退所）

## 外部連結
- Seventh avenue官方網站（页面存档备份，存于）

1. ↑  .   [2016-12-10]. （原始内容存档于2016-12-20）.